# Torah

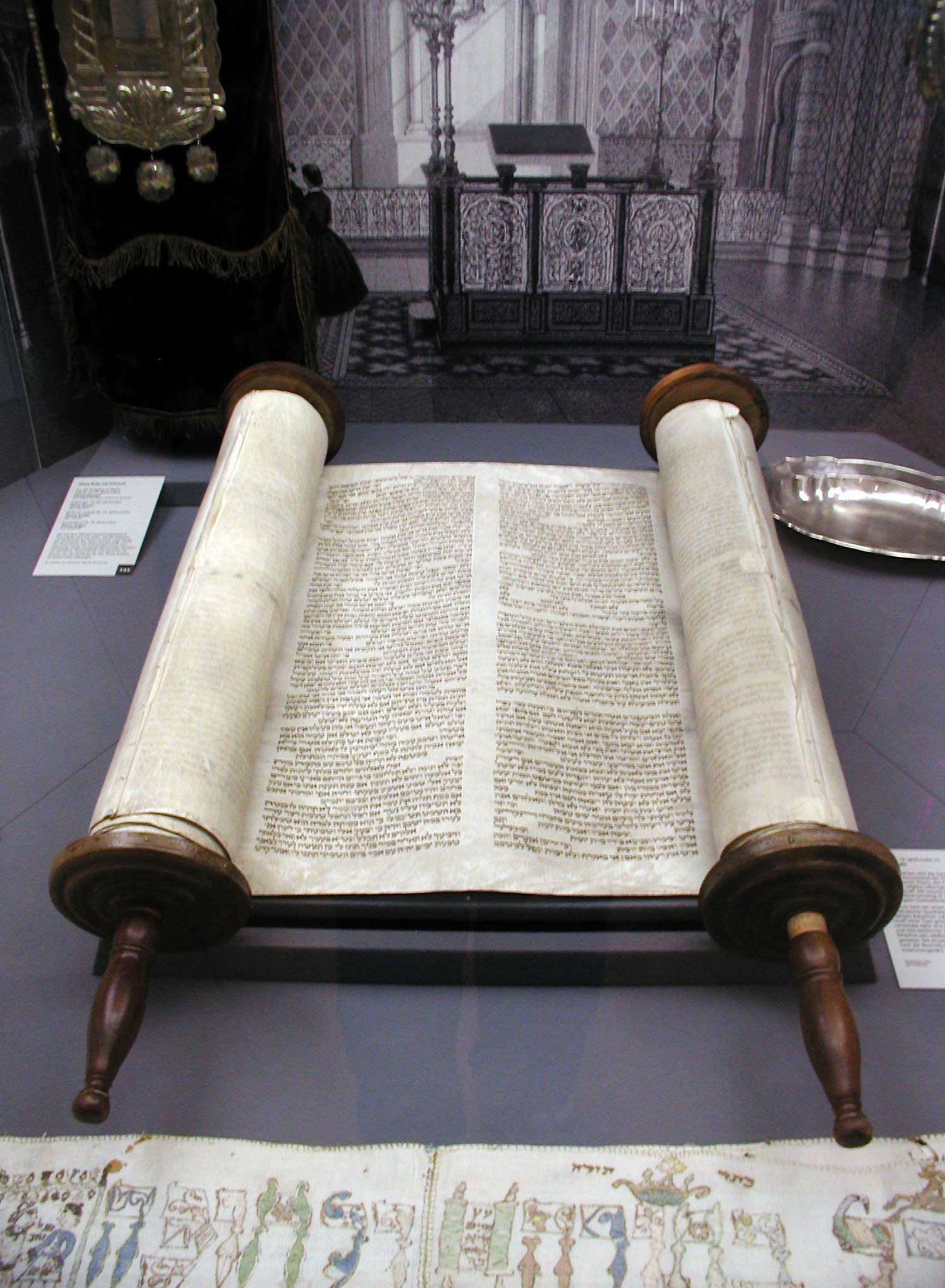
Cuộn kinh Torah tại Hội đường Glockengasse, Köln.

Torah (tiếng Hebrew: תּוֹרָה, "Hướng dẫn", "Dạy dỗ") là khái niệm trung tâm trong truyền thống Do Thái giáo. Nó có một loạt các ý nghĩa: nó có thể đề cập tới 5 cuốn sách đầu tiên (Ngũ Thư) trong 24 cuốn sách của bộ Tanakh, tức Kinh Thánh Hebrew; nó thường bao gồm thêm trong đó các bài chú giải rabbi; từ Torah có nghĩa là hướng dẫn và chỉ ra một cách sống cho những người theo nó; nó có thể mang nghĩa là câu chuyện tiếp tục từ Sáng Thế Ký đến cuối của Tanakh; thậm chí nó có thể có nghĩa là toàn bộ các giáo huấn, văn hóa và tục lệ Do Thái giáo. Nói chung, Torah bao gồm các câu chuyện nền tảng của người Do Thái: lời gọi của Thiên Chúa để hình thành nên dân tộc họ, những thử thách và đau khổ của họ, và giao ước của họ với Thiên Chúa, trong đó bao gồm việc tuân giữ cách sống được hiện thực hóa trong một tập hợp các nghĩa vụ tôn giáo và luân lý cũng như các luật pháp dân sự (halakha).
Với nghĩa rộng, Torah đề cập đến toàn thể các lời dạy, văn hóa và thực hành của người Do Thái, cho dù bắt nguồn từ các văn bản Kinh thánh hay từ văn chương rabbinic sau này. Đây gọi là Torah truyền khẩu.